# Haliclona microsigma
Haliclona microsigma är en svampdjursart som först beskrevs av Babic 1922.  Haliclona microsigma ingår i släktet Haliclona och familjen Chalinidae. Inga underarter finns listade i Catalogue of Life.